# Бондено
Бондено (итал. Bondeno) —  город в Италии, располагается в области Эмилия-Романья, подчиняется административному центру Феррара. 
Население составляет 15 579 человек (на 2004 г.), плотность населения составляет 90 чел./км². Занимает площадь 175 км². Почтовый индекс — 44012. Телефонный код — 0532.
Покровителем населённого пункта считается святой Иоанн Креститель. Праздник ежегодно празднуется 24 июня.